# Arda Güler
Arda Güler (* 25. února 2005 Ankara) je turecký profesionální fotbalista, který hraje na pozici  záložníka za španělský klub Real Madrid a za tureckou reprezentaci.

## Klubová kariéra
Güler začal svou kariéru v roce 2014 v ankarském klubu Gençlerbirliği. V roce 2019 se připojil k akademii Fenerbahçe.

### Fenerbahçe
Güler podepsal s Fenerbahçe první profesionální smlouvu 13. ledna 2021, a to na dva a půl roku.
Güler v A-týmu debutoval jako střídající hráč v utkání Evropské ligy proti finskému klubu HJK. Utkání se odehrálo 19. srpna 2021 a skončilo výhrou Fenerbahçe 1:0.
Ve svém prvním zápase v Süper Lig 22. srpna 2021 asistoval Mihovi Zajcovi na gól při výhře 2:0 nad Antalyasporem.
V sezóně 2021/22 začal dostávat více času na hřišti. V březnu 2022 se Güler stal nejmladším střelcem Fenerbahçe v historii Süper Lig. V ssezóně Güler vstřelil 3 góly a připsal si 3 asistence během pouhých 284 minut herního času. Po působivém startu kariéry o něj údajně projevily zájem velké evropské kluby jako Arsenal, Liverpool, Bayern Mnichov, Borussia Dortmund, Barcelona a Paris Saint-Germain. Güler však 17. března 2022 podepsal s Fenerbahçe novou tříletou smlouvu.
Na začátku sezony 2022/23, po odchodu Mesuta Özila, dostal Güler dres s číslem 10. První zápas sezony odehrál proti Kasımpaşe a za 21 minut hry vstřelil 2 góly. Během sezony už byl jednou z důležitých postav tureckého klubu. V lize nastoupil do 20 zápasů, dal 4 góly a přidal 3 asistence.
Dne 11. června 2023 se Güler zasloužil o vítězství 2:0 ve finále Tureckého poháru proti İstanbulu Başakşehir. Po konci sezóny, tedy v létě 2023, vyjádřil přání turecký klub opustit. O jeho služby se zajímaly zejména španělské velkokluby FC Barcelona a Real Madrid.

## Reprezentační kariéra
V seniorské reprezentaci Turecka Güler debutoval 19. listopadu 2022 v přátelském utkání proti České republice (výhra 2:1). Svůj první gól za Turecko vstřelil 19. června 2023 proti Walesu v kvalifikaci na Euro 2024.

## Ocenění

### Klubová

#### Fenerbahçe
- Türkiye Kupası: 2022/23[11]